# William Mitten
William Mitten (1819-1906) var en engelsk botaniker. Han er blevet kaldt den førende bryolog i anden halvdel af 18-tallet. 
Mitt. er standardforkortelsen (autornavnet) i forbindelse med et botanisk navn. Det er f.eks. autornavnet for Pleurozium schreberi (Trind Fyrremos).